# 毛利 (江東区)
毛利（もうり）は、東京都江東区の地名。現行行政地名は毛利一丁目および毛利二丁目。住居表示実施済区域。

## 地理
東京都江東区の北部に位置する。深川地域に属する。北および西で墨田区江東橋、東で江東区大島、南で江東区住吉に隣接する。町域の西辺を横十間川と接する。また、地区西部の毛利二丁目は大半が猿江恩賜公園の敷地となっている。

## 歴史
1722年（享保7年）隼町の毛利藤左衛門により毛利新田が開発された。1734年（享保19年）江戸幕府の木場が置かれ、明治には皇室所有となった。
1891年（明治24年）深川本村町に編入され、毛利の地名は一旦消滅するも、1934年（昭和9年）本村町と猿江裏町の各部を合わせて毛利町が成立し、復活した。1947年（昭和22年）より江東区深川毛利町。1968年（昭和43年）住居表示を実施し、毛利一・二丁目が成立した。

## 世帯数と人口
2023年（令和5年）1月1日現在（東京都発表）の世帯数と人口は以下の通りである。
| 丁目       | 世帯数    | 人口    |
| ---------- | --------- | ------- |
| 毛利一丁目 | 1,654世帯 | 2,520人 |
| 毛利二丁目 | 723世帯   | 1,039人 |
| 計         | 2,377世帯 | 3,559人 |

### 人口の変遷
国勢調査による人口の推移。
| 年                 | 人口  |
| ------------------ | ----- |
| 1995年（平成7年）  | 2,742 |
| 2000年（平成12年） | 2,675 |
| 2005年（平成17年） | 2,693 |
| 2010年（平成22年） | 2,774 |
| 2015年（平成27年） | 3,354 |
| 2020年（令和2年）  | 3,575 |

### 世帯数の変遷
国勢調査による世帯数の推移。
| 年                 | 世帯数 |
| ------------------ | ------ |
| 1995年（平成7年）  | 1,239  |
| 2000年（平成12年） | 1,291  |
| 2005年（平成17年） | 1,418  |
| 2010年（平成22年） | 1,539  |
| 2015年（平成27年） | 2,042  |
| 2020年（令和2年）  | 2,255  |

## 学区
区立小・中学校に通う場合、学区は以下の通りとなる（2023年4月時点）。
| 丁目       | 番地 | 小学校             | 中学校                 |
| ---------- | ---- | ------------------ | ---------------------- |
| 毛利一丁目 | 全域 | 江東区立毛利小学校 | 江東区立深川第七中学校 |
| 毛利二丁目 | 全域 | 江東区立毛利小学校 | 江東区立深川第七中学校 |

## 交通

### 道路・橋梁
道路
- 東京都道・千葉県道50号東京市川線（新大橋通り）
- 東京都道465号深川吾嬬町線（四ツ目通り）

## 事業所
2021年（令和3年）現在の経済センサス調査による事業所数と従業員数は以下の通りである。
| 丁目       | 事業所数  | 従業員数 |
| ---------- | --------- | -------- |
| 毛利一丁目 | 95事業所  | 1,829人  |
| 毛利二丁目 | 71事業所  | 829人    |
| 計         | 166事業所 | 2,658人  |

### 事業者数の変遷
経済センサスによる事業所数の推移。
| 年                 | 事業者数 |
| ------------------ | -------- |
| 2016年（平成28年） | 151      |
| 2021年（令和3年）  | 166      |

### 従業員数の変遷
経済センサスによる従業員数の推移。
| 年                 | 従業員数 |
| ------------------ | -------- |
| 2016年（平成28年） | 2,899    |
| 2021年（令和3年）  | 2,658    |

## 施設
- 江東区立毛利小学校
- 江東区立深川第七中学校
- 猿江恩賜公園
- 日本文芸社 - 2019年9月から2022年4月まで本社があった。

## その他

### 日本郵便
- 郵便番号 : 135-0001[3]（集配局 : 深川郵便局[15]）。